# ارتباطات سازمانی
ارتباطات سازمانی (انگلیسی: Organizational communication) در مطالعات ارتباطی، زمینه‌ای برای تحقیق است که بر ارتباطات و جریان اطلاعات درون سازمان‌ها متمرکز می‌باشد. جریان برقراری ارتباط سازمانی میان اعضا، افراد و نیز سازمان‌ها می‌تواند بصورت رسمی یا غیررسمی انجام گیرد.